# ニューヨークのイギリス人
「ニューヨークのイギリス人」（ニューヨークのイギリスじん、An Englishman in New York）は、1979年のアルバム『フリーズ・フレーム (Freeze Frame)』の冒頭に収録された、ゴドレイ&クレームの楽曲。この曲は、新たな取り組みとして初めて彼らの曲にミュージック・ビデオが制作されたことも特筆されるが、その監督のクレジットはデレク・バービッジ (Derek Burbidge) となっている。ビデオの中では1930年代のビッグ・バンド楽団風に着飾った、マスクを着けロボットのように動くマネキンたちを相手に指揮するクレームの手前で、ゴドレイが歌う。
シングルとしてリリースされたこの曲は、ドイツでは最高25位、オーストラリアでは17位、オランダでは7位、ベルギーでは4位まで上昇した。
アルバムに収録されたバージョンは5分51秒の長さがあったが、シングルでは3分55秒の演奏時間となっている。